# Galia Transalpina
La Galia Transalpina es la zona de la Galia (país de los celtas o galos) que, desde el punto de vista romano, estaba más allá de los Alpes, e incluía gran parte de lo que ahora se conoce como Francia, Bélgica y Suiza. Sin embargo, los romanos no consideraron que la provincia (Narbonense), el sudeste francés, ni la Aquitania (sudoeste francés) formaran parte de la Galia, puesto que no estaban habitadas apenas por celtas. Solo más tarde, cuando los celtas eran ya un vago recuerdo histórico, se extendería finalmente el nombre a otros territorios.
La Galia Transalpina fue conquistada por Julio César en el siglo I a. C.[cita requerida]
- Datos: Q1007736